# Osthimosia erecta
Osthimosia erecta är en mossdjursart som beskrevs av Liu och Hu 1991. Osthimosia erecta ingår i släktet Osthimosia och familjen Celleporidae. Inga underarter finns listade i Catalogue of Life.